# 히코마촌
히코마촌(飛駒村)은 도치기현의 중서부, 아소군에 속했던 촌이다. 1956년 9월 30일 히코마촌, 신고촌 등 2개 촌이 다누마정에 편입합병되고 폐지되었다.

## 역사
- 1889년 4월 1일 - 정촌제 시행으로 히코마촌 성립
- 1956년 9월 30일 - 히코마촌, 신고촌 등 2개 촌이 다누마정[A]에 편입

## 교통

### 철도
- 도부 철도
  - 우쓰노미야선

## 참고 문헌
- 『栃木県町村合併誌 第五巻』 栃木県、1958年3月。